# Joël-Claude Meffre
 (février 2023).
Si vous disposez d'ouvrages ou d'articles de référence ou si vous connaissez des sites web de qualité traitant du thème abordé ici, merci de compléter l'article en donnant les références utiles à sa vérifiabilité et en les liant à la section « Notes et références ».
Joël-Claude Meffre est un poète français né le 26 février 1951 à Séguret dans le Vaucluse.

## Biographie
Il est né en 1951 dans une famille de viticulteurs, et a passé son enfance en milieu rural près de Vaison-la-Romaine.  Études d'archéologie et de littérature. Docteur de l'université d'Aix-en-Provence. Aujourd'hui retraité, il a mené une carrière d'archéologue à l'I.N.R.A.P. En 1978, les rencontres avec le poète Bernard Vargaftig puis, plus tard, avec Philippe Jaccottet, ont été déterminantes dans le développement de son travail d'écriture.[réf. nécessaire]
Au début des années 1990, il découvre l'enseignement du soufisme. Il s'initie alors à la culture et la spiritualité du monde arabo-musulman. Dans ce domaine il a publié plusieurs essais sur la pratique du soufisme, sur le calligraphe irakien Ghani Alani et sur le saint soufi Mansur al-Hallaj. Il est membre de l'association Conscience soufie (présidée par l'islamologue et écrivain Eric Geoffroy).[réf. nécessaire]
Il publie ses premiers livres aux éditions Fata Morgana. Dans les années 2000, il noue des liens avec des poètes et écrivains, tels que Antoine Emaz, James Sacré, Emmanuel Laugier, Hubert Haddad, Joël Vernet, Jean-Baptiste Para, Michaël La Chance. Il écrit par ailleurs des notes de lecture pour des revues littéraires comme Europe. Il publie par ailleurs dans de nombreuses revues poétiques. Il a entretenu des échanges et des collaborations avec l'écrivain et éditeur Pierre-Yves Soucy, les compositeurs suisses Christian Henking et Gérard Zinsstag.[réf. nécessaire]
Il entretient de nombreuses complicités avec les artistes plasticiens : il a pu ainsi réaliser une quarantaine de livres illustré par les peintres. À ces tirages limités, accompagnés d’estampes, il faut ajouter les productions monographiques de livres manuscrits à exemplaire unique ou tirages limités avec des inclusions de métal, de verre, de fibres. Enfin, il écrit des textes de commande (préfaces à des catalogues, textes en ligne). 
Il participe depuis 2021 aux actions artistiques et performatives de l'artiste Jean-Paul Thibeau (Protocoles Méta : méta Skholè Grand Sud).

## Œuvre

### Essais, poésies, nouvelles, récits.
- Le face à face des cœurs. Une approche du soufisme aujourd’hui, Le Relié, Gordes, 2000. Avec Faouzi Skali,
- Une geste des signes, avec Ghani Alani calligraphe irakien, (essai sur la calligraphie arabe et la spiritualité de l’islam) préface de Salah Stétié, Fata Morgana, 2002, 96 p.
- L’abord (poèmes), Fata Morgana, 2003, 48 p.
- L’aboi sans fin (récits), Paris, Circa 1924, 2008. Avec quatre pointes sèches d’Albert Woda. Cf. recension Romain Verger Membrane, 2010.
- Respirer par les yeux, éd. Wigwam, 2008, 16 p.[3]
- Entre vents, racines et rocs / Among Winds, Roots and Rocks. Explorations of Mont Ventoux in Provence / Par les traverses du Mont Ventoux, poèmes accompagnés de 24 photographies de Léonard Sussman, La part des Anges Éditions, 2009 (édition bilingue français/anglais, trad. Delia Morris et Bonnie Stein). Présenté en 2009 à La Rochelle[4].
- Trois figures d’oubli, Tarabuste, 2009, 110 p.[5]
- Tique, Propos de Campagne, 2010. Cf. recension de Paul de Brancion[6].
- Témoignage de la poussière, (autour de la figure du soufi Mansûr al-Hallâj, préface de Pierre Lory, postface de Claude Louis-Combet, éd. de Courlevour, 2010. Avec des monotypes de Bénédicte Plumey.
- Ce jour / empreinte, L’arbre à Paroles, Maison de la poésie d’Amay (Belgique), 2009.
- Les textes La voix au loin et Empreinte ont été écrits pour le compositeur suisse Christian Henking, (musique pour voix de récitant et quatuor à cordes), créés en 2008.
- Seul, l'écho est un poème écrit pour le compositeur Gérard Zinsstag, pour voix (mezzo ou alto) et ensemble instrumental (durée 15 minutes). Création le 1er juin 2013 à Copenhague par l'Athelas Sinfonietta (voix Francine Vis, direction Pierre-André Valade), avec le soutien de la fondation Pro Helvetia. Seul, l'écho, édition Ricordi, Munich, 2013.
- La proie des yeux, avec 12 photographies d'Élizabeth Prouvost, Bernard Dumerchez, 2013, 61 p.
- Instants, poème écrit pour le film d'artiste du même nom, réalisé par l'artiste Hannes Schüpbach ; traduction allemande Eléonore Frey, traduction anglaise Delia Morris. L'édition est précédée d'une introduction de Marco Baschera "Penser en images". Édité avec un DVD du film. Berlin, Revolver Publishing, 2014, 72 p.
- La haie, récit, avec un dessin d'Albert Woda, Circa 1924, 2015.
- Charogne, récit, éd. Approches, Textes nus, 2014, 6 p.
- Sept printemps, in Les Carnets d'Eucharis, 2015, p. 110-118.
- Maison de mémoire, Huit nouvelles. Le soupirail 2017, 75 p.
- Discolorato, avec un texte en hommage à Pétrarque ; poème écrit pour le compositeur Gérard ZInsstag, œuvre pour voix de mezzo-soprano et petit ensemble d'instruments ; commande de Radio-France, France-Musique ; crée en avril 2017.
- Un rêve tissé (poème), sur la robe de mariée de Marguerite Sirvens, revue Europe, no 1079, 2019, p. 259-266.
- Aux alentours d'un monde, proses, avec des photographies de H.-R. Meffre, éditions TItuli, Paris, 2020.
- La frontière de la malédiction ou le mur de la Peste, prose, avec des photographies originales, sur le site des Jeudis des mots, puis édités en anthologie aux éditions Pourquoi viens-tu si tard ? (Nice).
- Ma vie animalière, suivi de Homme-père/homme de pluie et de Souvenir du feu, Propos deux, 2023.

### Livres d’artistes
- De la chaux sur les ombres, Fata Morgana, 2003, 24 p., peintures de Michel Causse.
- Délivrée, Atelier des Grames, Gigondas, 2003, conception et réalisation de Bernard Souchière.
- Dénouant, poèmes, Éditions de l’eau, Céret, 2002, manières noires d’Albert Woda.
- Atteinte au visage (poèmes), dessins Michel Steiner, Fata Morgana, 2004, 24 p.
- Les derniers papillons ont soif aussi…, 10 proses avec des peintures de Youl, Youl éd., 2008.
- Dans les souffles, poèmes avec 3 peintures de Jean-Gilles Badaire, Fata Morgana, 2009, 24 p.
- Ventoux, montagne en mémoire, poèmes, avec des peintures d’Anne Slacik, éd. Rivière, 2009.
- Nue, la tombe, 14 poèmes avec une peinture et une conception de Béatrice Lacombe, éd. B. Lacombe, 2009.
- Là où est l’arbre, avec des bois gravés de Ian Tyson, Encres et Lumière, (édition de la galerie Eric Linard, La Garde Adhémar) 2010.
- Deux ou trois îlots de neige, avec des peintures de Sylvie Deparis, SD Éditions, 201
- Dix poèmes sur les ronds noirs, peintures et photographies de Michel Barjol ; boîte peinte par l’artiste contenant le livret.
- Édition de la Galerie Annie Lagier, 2010.
- Filicrânes, avec trois encres d'Hervé Bordas, (édition de la Galerie Bordas, Venise), 2012.
- Lieu, avec trois eaux fortes sur soie de Claire Illouz, Éditions Claire Illouz, Paris, 2012. Cet ouvrage vient d'obtenir le prix Jean Lurçat de l'Académie des Beaux-Arts, novembre 2013.
- Dépliement, avec un dessin à l'encre de Michel Barjol, Propos2 Éditions, 2013.
- Dans la chambre du silence, avec 3 peintures-estampages de Simone Pellegrini, et traduction italienne, Fata Morgana, 2013.
- Cyprès, 5 poèmes avec une peinture originale en technique mixte sur intissé et plusieurs photographies numériques de Sylvie Deparis, éditions S.D., 2013.
- Vers les puits, suite de poèmes, avec 2 peintures d'Hervé Bordas, Approches Éditions, 2013.
- Comme des vestiges, un texte avec six photographies de Jean-Pierre Loubat, Editions I.F.Y.P., 2015.
- Dans la chambre du silence, dans Une semaine de silence, livre bibliophilique réalisé par Jean-Noël Lászlό, avec d'autres poèmes de Marie-Claire Bancquart, Jean-Paul Daoust, Antoine Emaz, Alain Freixe,Lionel Ray, Richard Rognet ; chemises gaufrées par Sacha Stoliarova ; sérigraphie 1 couleur ; 17 exemplaires numérotés. La Ciotat, 2018.
- Aller vers ce jardin, poèmes avec sept peintures sur dépliants à deux volets de l'artiste Jocelyne Clemente, 2022.
- Le Feu a cheminé, six poèmes avec une gravure de Dominique-Pierre Limon et un tiré-à-part orné de deux peintures du même artiste. 2022.

### Livres objets
- Sans cesse / tu en / visages, dans Le livre l'autre, Atelier des Grames, Gigondas,  édition 2004, (collectif).
- Dix poèmes sur les ronds noirs, livre-objet avec une peinture sur panneau de bois de Michel Barjol, éd. Galerie Annie Lagier, L’Isle-sur-Sorgue, 2010.
- Murmure d'Hallâj , livre-objet, couverture en verre de Laurence Bourgeois, livre manuscrit, 3 exemplaire, Montagnac, 2010.
- Trompe-l'œil - Adieu aux lettres disgraciées, livre manuscrit dans un écrin de verre, Laurence Bourgeois, 2012.
- Collection de livres-objets manuscrits conçus par YOUL avec des peintures de l’artiste.   Enchaînement, 2007, 3 exemplaires  La livrée des signes, 2007, 3 exemplaires  Sous la huée des vents, 2007, 3 exemplaires  Signe d’encre, 2008, 3 exemplaires  Notations sur l’ombre, 2008, 4 exemplaires  Les mots errants, 2008, 4 exemplaires  La ronde des filtres, 2008, 3 exemplaires  Soleil sans feu, 2009, 3 exemplaires  Triade, 2009, 3 exemplaires  Chaque instant, 2010, 3 exemplaires  Gîte, 2010, 3 exemplaires.

### Textes sur les artistes plasticiens, photographes, écrivains
- « Vers l’ennuagement du monde » (sur le peintre Albert Woda), Catalogue Galerie Visconti, Paris, 2004.
- « En posant pour Michel Steiner, Remarques sur le regard », La revue Nu(e), 2007.
- « Sept poèmes offerts » (autour des œuvres peintes d’Albert Woda), Catalogue de la galerie Arthus, Bruxelles, 2008.
- « Offertes à l’homme du texte », in Visions, Visitations, Passions, Hommage à Claude Louis-Combet, Éditions De Coulevour, 2008.
- « Sur la peinture d’Alberto Zamboni », Catalogue de la Galerie Carzaniga, trad. en allemand et italien, Bâle 2010.
- « Poème-affiche à propos du film de Hannes Schüpbach, Contour, traduit en allemand par E. Frey, Zürich, (conception H. Schüpbach), 2012 »
- Une humanité de tôle, catalogue des œuvres du sculpteur Julien Allègre, 2012
- Anamnesis, initiatory for artist Haythem Zacharia, Goodman Gallery, Johannesburg, 2015 (texte en ligne)
- Notes sur quelques œuvres d'Haythem Zacharia, Paris, 2015
- Théopolis : texte de présentation sur l'œuvre photographique du photographe Philippe Calandre, 2017
- Mains et corps dans l'œuvre sculptée de Davide Galbiati, texte de catalogue, 2017.
- L'instant d'un geste, texte sur l'œuvre peint d'Annick Reymond, catalogue 2017
- Des sculptures tombées d'une étoile, texte pour un catalogue de Julien Allègre, 2017.
- La force introspective du dessin, texte pour un catalogue de Julien Cassignol, 2017.
- Gustave Roud et l'éternité des grandes routes blanches, dossier Gustave Roud, dans : les carnets d'Eucharis, 2018, p. 45-47.
- Les sculptures de Dominique Coutelle : un rêve d'espace et de liberté, catalogue de l'artiste, 2018.
- Forêt de pinacles : une poétique de l'ensemencement, texte pour l'exposition pinacles de l'artiste Anaïs Lelièvre, cloître des Augustins, Toulouse, 2018.
- Yan Morvan, BKK, 12 photographies, in Territoires Visuels, V, 2019.
- Photographies-souvenirs constructions/déconstructions, à propos de Abd el Ghafour Essafi in Territoire visuels VII, 2020
- Dériver vers l'imaginaire, à propos des photographies d'Agnès Fornells, in Territoires visuels, VIII 2020
- La pensée de la lumière dans l'architecture religieuse, dans : Les vitraux de la cathédrale haute de Vaison-la-Romaine, Fondation Pierre Gianadda, Martigny, Suisse, 2020, p. 95-99.
- Husayn Mansür Al-Hallâj, Le cardeur des âmes, martyr de l'islam, dans A, Littérature-Action no 13, janvier-avril 2022, p. 179-184.

### Ouvrage en langue occitane
- Lo cançonier de Mont-Joia : anthologie de chants et musiques de Provence, préfacier Jan-Maria Carlotti, éditeurs Jan-Maria Carlotti, Patrice Comte. 136 p. Aix-en-Provence, 1976.